# Robert de Machiels
Robert de Machiels (né Robert de Machiels-Clinbourg le 10 juillet 1880 à Paris et décédé le 4 novembre 1965 au Kremlin-Bicêtre) est un homme de lettres, écrivain et dramaturge français.
Robert de Machiels écrivit d'abord sous le pseudonyme de Robert de Chrysaline des essais littéraires de jeunesse.
Robert de Machiels collabora à diverses revues littéraires et artistiques comme chroniqueur et critique littéraire (La Grande Revue, La Nouvelle Revue, etc.).

## Œuvres
- L'Irrémédiable, P. Ollendorf (1902)
- Victorine Gaurin, préface de M. Jean Jullien, P. Ollendorff (1903)
- Arlequin-roi, P. Ollendorff (1903)
- La Boîte de Pandore, recueil de contes et nouvelles, notamment Les Barelli, gymnastes, Paris, Librairie Nilssonn, 1906
- Avec A. J. Mauprey, « Chanson suprême », Paris qui chante n° 358, (revue hebdomadaire illustrée), 7e année, 12 décembre 1909.
- Avec Auguste Villeroy, Par pitié, R. Merville (1911)
- La Famille Belhomme, pièce en 1 acte, R. Merville (1911)
- Le Crime et le Remords, M. Bauche (1912)
- Les Aventures singulières de Nicolas Jonquille, de sa naissance à son mariage, 1802-1822, Fayard et Cie (1914)

## Créations
- Robert de Machiels et Auguste Villeroy, Par pitié, comédie en 1 acte. Paris, création au théâtre "Little Palace" le 22 décembre 1906.
- Arlequin-roi, drame en quatre actes, en prose de l'Autrichien Rodolphe Lothar. Adaptation française de Robert de Machiels. Paris, théâtre de l'Odéon, création le 1er octobre 1902 et saison théâtrale 1902-1903[3].
- 1929 : Le Loup-Garou, de Rudolf Lothar et Robert de Mackiels, création aux Célestins[4], puis à la Comédie-Caumartin[5].
- 1935 : Lady Poum adaptation française de Robert de Machiels, Alex Madis et Léon Uhl de l'opérette Die Erste Beste composée par Oscar Straus en 1929.